# Monte Chilovi
Monte Chilovi (in sloveno Kilovče, dal 1920 al 1924 Montefreddo) è un insediamento del comune di Bisterza, in Slovenia.
Nella frazione si trova la parrocchiale di Santa Maria Maddalena che dipende dalla diocesi di Capodistria.

## Storia
Nel 1924 il comune di Monte Chilovi venne soppresso e aggregato a Primano.
Per vendicare un attacco partigiano, il 4 giugno 1942 il prefetto di Fiume Temistocle Testa ordinò una dura rappresaglia, facendo incendiare sette villaggi (Kilovče, Ratečevo Brdo, Dolnja e Gornja Bitnja, Mereče, Podstenje e Podstenjšek), per un totale di 103 case su 131 abitate; vennero poi fucilati 28 uomini e deportati in Italia i circa 400 abitanti.
Nel 1947, con l'annessione alla Jugoslavia, entrò a far parte con il comune di Primano del comune di Bisterza.